# Таис (Рейнольдс)
«Таис» (англ. Thaïs) — картина Джошуа Рейнольдса с изображением английской куртизанки Эмили Уоррен (англ. Emily Warren) в образе гетеры Таис, спутницы войска Александра Македонского, созданная в 1781 году. На полотне представлен известный по сообщениям античных авторов исторический эпизод — в 330 году до н. э. Таис после пира вдохновила сожжение захваченного македонянами Персеполиса.

## История создания
В своём произведении Рейнольдс соединил портрет, историческую живопись и социальный подтекст. Образ навеян поэмой Джона Драйдена «Пир Александра» («'Thaïs led the Way / To light him to his Prey / And, like another Helen, fir'd another Troy'»), где описан эпизод второй греко-персидской войны. Гетера Таис, сопровождавшая македонское войско, на победном пиру после захвата столицы Ахеменидов Персеполиса, призывает сжечь город, отомстив таким образом персам за разорение греческих городов.
Моделью послужила куртизанка Эмили, любовница Чарльза Гревилля. Некоторыми исследователями высказывалось предположение, что позировала для картины Эмма Лайон, также любовница Гревилля и будущая леди Гамильтон. Однако более вероятно, что в образе Таис изображена Эмили Берти Потт, также называвшая себя Эмили Уоррен, её вероятный портрет, написанный Ромни, экспонируется в Музее Метрополитен (инв. № 58.102.2).
Полотно экспонировалось в Королевской Академии в 1781 году и вызвало ироничный комментарий одного из зрителей, утверждавшего, что художник, не получив платы за свою работу от Эмили, изобразил ту, поджигающей Храм целомудрия, указывая на её статус. Некоторые из знакомых Рейнольдса опровергали эту историю, однако, как отмечает куратор собрания Уоддестон Филиппа Плок, вполне возможно, что художник хотел, чтобы картину связывали с женщинами, подобными Эмили, когда само имя известной гетеры обозначало куртизанку.

## Провенанс
Картина была, вероятно, заказана Чарльзом Гревиллем, а вскоре Уоррен оставила Гревилля ради Боба Потта, служившего в Ост-Индской компании. Вместе с ним она уехала в Индию и там умерла весной 1781 года. Чарльз Гревилль заплатил за картину Рейнольдсу спустя несколько лет и почти сразу же продал её. Следующим владельцем «Таис» стал Уилбрахам Толлмаш, 6-й граф Дайсарт, почитатель творчества Гейнсборо и Рейнольдса.
В 1888 году картину, вместе с портретом леди Джейн Холидей, также кисти Рейнольдса, приобрёл барон Фердинанд де Ротшильд. На обеих картинах представлены женские фигуры в движении, возможно, Ротшильд планировал их использовать как парные. В 1891 году в его поместье Уоддесдон завершились работы по созданию Утренней комнаты, и картина «Таис» была размещена над камином. Утренняя комната была задумана как зал для размещения собрания редких книг. Возможно, как предполагает Филиппа Плок, бароном руководило своеобразное чувство юмора, когда он повесил на самом видном месте в комнате, где хранились ценнейшие книги, картину с изображением женщины, благодаря которой была разрушена столица древней цивилизации.